# Dreaming (EP)
Dreaming es un EP de la banda española de symphonic metal Níobeth lanzado a finales de mayo de 2010 y de venta exclusiva en línea. Está compuesto por 6 temas; 4 de ellos orquestales, uno a capella y la canción que da nombre al EP, Dreaming, que fue una canción adicional en la edición japonesa de su primer álbum, The Shining Harmony Of Universe, y la cual se convirtió en videoclip con la salida del EP. Uno de los temas incluidos en este trabajo es una versión de la canción And The Story Ends de la banda alemana Blind Guardian. Tres de las versiones orquestales así como la versión a capella son adaptaciones de canciones incluidas en su primer álbum.
Antes del lanzamiento del EP, el grupo anunció en su página web oficial que todos los beneficios recaudados con él durante 2010 serían donados a Cruz Roja española para ayudar a la reconstrucción de Haití tras la catástrofe ocasionada por el terremoto del 12 de enero de 2010.

## Lista de canciones
| Pista | Título                                | Duración | Compositor             | Notas |
| ----- | ------------------------------------- | -------- | ---------------------- | --- |
| 1.    | Dreaming                              | 4:20     | J. Díez / I. Benedicto | Primer sencillo del EP y segundo videoclip de la banda (canción adicional de la edición japonesa del álbum The Shining Harmony Of Universe). |
| 2.    | The Whisper of Rain (orchestral)      | 5:56     | J. Díez                | Versión orquestal. |
| 3.    | Reflected Lights´ Garden (orchestral) | 3:56     | I. Benedicto           | Versión orquestal. |
| 4.    | Reflected Lights´ Garden (a capella)  | 2:18     | I. Benedicto           | Versión a capella. |
| 5.    | And the Story Ends (orchestral)       | 6:01     | H. Kürsch / A. Olbrich | Versión orquestal de la canción de Blind Guardian.                                                                                           |
| 6.    | Dreaming                              | 4:20     | J. Díez / I. Benedicto | Versión orquestal. |